# Condado de Bornos
El condado de Bornos es un título nobiliario español, de Castilla, que desde 1780 goza de grandeza de España. Fue concesión del rey Felipe IV, con el vizcondado previo de Bornos, por real decreto de 1.º de julio de 1642 y real despacho de 10 de agosto del mismo año, en favor de Diego Ramírez de Haro y Gaitán de Ayala, Guevara y Padilla, V señor de Bornos, caballero de la Orden de Alcántara, corregidor de Cáceres, alférez mayor perpetuo de Motril, gentilhombre de cámara del infante Don Carlos, que había servido como capitán de arcabuceros en la Jornada del Brasil.
El rey Carlos III otorgó a esta casa la grandeza de España de 2.ª clase, por real decreto de 23 de abril de 1780 y real despacho de 7 de julio del mismo año, en cabeza del VII conde: Onofre Ramírez de Haro y Córdoba Lasso de la Vega, conde de Montenuevo de Río Leza, alférez mayor de Motril, mariscal de campo de los Reales Ejércitos, gobernador de Pamplona.
La denominación alude al cortijo de Bornos, situado en el municipio de Cambil, comarca de Sierra Mágina y provincia de Jaén. Esta heredad y coto jurisdiccional fue repartida por los Reyes Católicos el 2 de octubre de 1485 al general Francisco Ramírez de Madrid, el Artillero, tatarabuelo del primer conde, en recompensa por haber tomado a los moros, a fines de septiembre de dicho año, los castillos de Cambil y Alhabar, culminando la reconquista del Santo Reino.

## Desambiguación
El otro señorío de Bornos

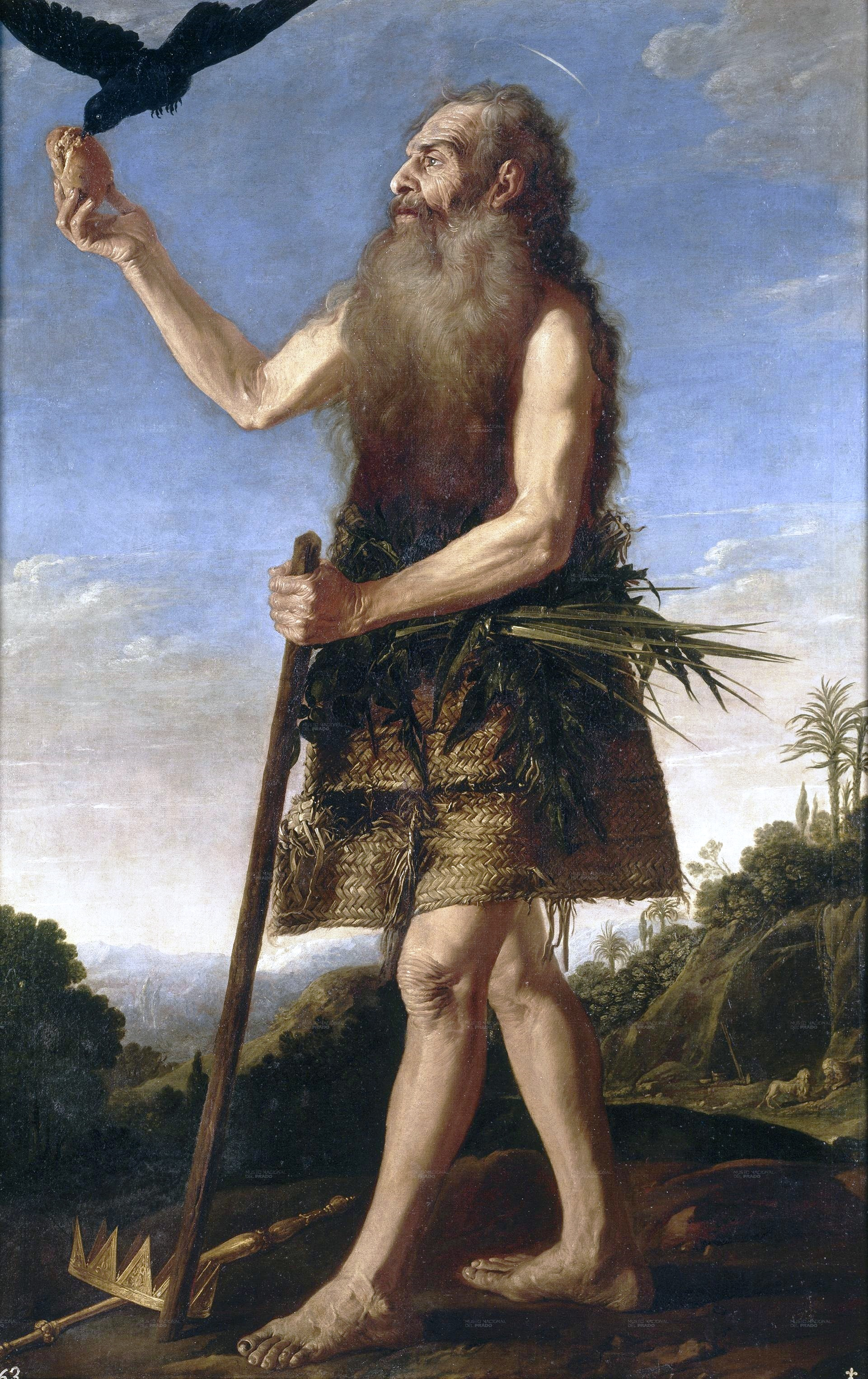
El general Francisco Ramírez era muy devoto de san Onofre o santo Nuflo, el rey anacoreta y ángel del desierto, a cuya intercesión recurría en todas sus empresas. Jerónimo de Quintana refiere el milagro que este santo... En su honor se llamó Nuflo el segundo de los hijos que tuvieron el Artillero y la Latina, de quien provienen los marqueses y duques de Rivas. Y se llamó Onofre Ramírez de Haro el VII conde de Bornos, a quien el rey Carlos III otorgó la grandeza de España en 1780. Esta pintura de Francisco Collantes se exhibe en el Museo del Prado procedente de las colecciones reales, donde alguna vez estuvo catalogada como obra de Ribera.

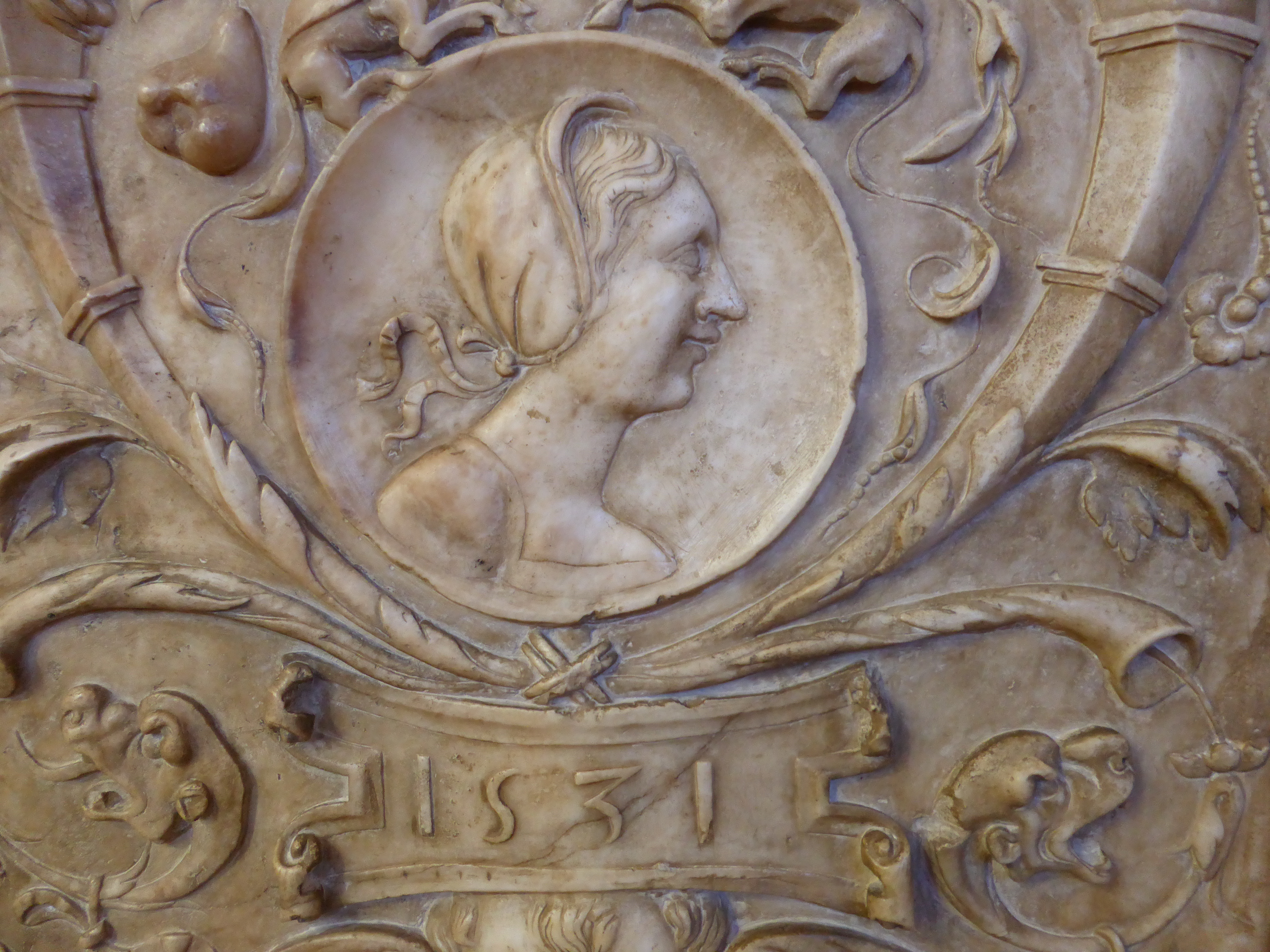
Beatriz Galindo, la Latina. Mediorrelieve labrado en uno de sus dos cenotafios idénticos, encargados por ella misma. En este caso, la fotografía es del que se puso en la iglesia de la Concepción Jerónima de Madrid, y que hoy se conserva en la cripta del cuarto monasterio de la Concepción Jerónima, en El Goloso (Madrid). A diferencia de los retratos del Artillero realizados por el mismo escultor, este de su mujer no es un retrato ideal, sino hecho a vista del modelo. Pero sí parece algo idealizado: el artista debió de rejuvenecer a la dama, que ya era anciana por aquel año de 1531.

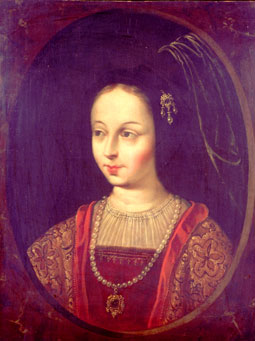
Aunque no existe certeza de que la joven dama aquí retratada sea Beatriz Galindo, la identificación resulta muy verosímil por el parecido que guarda con el retrato labrado en su cenotafio.

Como ya se ha dicho, la heredad de Bornos que da denominación al condado era un vasto cortijo situado en términos de Cambil, en el reino y actual provincia de Jaén, y le fue concedida al Artillero por los Reyes Católicos en 1485, con jurisdicción señorial. Pero importa prevenir al lector de la fácil confusión a que se presta con otro señorío de Bornos de más antigüedad y nombradía: el que poseían los Ribera, adelantados de Andalucía, sobre la villa y municipio de Bornos, cerca de Arcos de la Frontera, en el reino de Sevilla y actual provincia de Cádiz.
En 1258, por privilegio rodado, El rey Alfonso X hizo merced a Per del Castel de la entonces aldea de Bornos, en término de Arcos. Pero restituida pronto al realengo, Fernando IV la volvió a conceder en 1323 a Fernando Pérez Ponce, sucediéndose el señorío en sus  descendientes los Ponce de León, señores de Marchena. En 1398 la jurisdicción pertenecía a Alfonso Fernández Marmolejo, quien la vendió a Per Afán de Ribera el Viejo, iniciándose el dominio de esta familia. Los Ribera, después Enríquez de Ribera, fueron condes de los Molares (1476), marqueses de Tarifa (1514) y duques de Alcalá de los Gazules (1558). En el siglo XVII esta casa recayó en la de Medinaceli, de modo que estos duques fueron señores de Bornos hasta la abolición de los señoríos en España.
El primitivo solar de los Ribera en Bornos era el castillo del Fontanar, reedificado como palacio renacentista en el siglo XVI. Y también eran patronos, en la misma villa, del convento del Corpus Christi, de clarisas, y del Monasterio de Santa María del Rosario, de monjes jerónimos.

## Mayorazgo
El título de conde quedó agregado al mayorazgo que poseía el concesionario, fundado por  el general Francisco Ramírez, su tatarabuelo, y que incluía el señorío de Bornos, que este hubo por merced regia.
Los llamamientos de este mayorazgo son, por tanto, la norma que establece el orden de sucesión del condado.
El Artillero fundó dicho vínculo por su testamento hecho en Madrid el 13 de octubre de 1499, a fe del escribano Diego Díaz de Vitoria. Tenía para ello facultad real de 22 de mayo del mismo año, por la que los Reyes Católicos le permitían hacer «un mayorazgo, o dos, o más».
Mediante dicha disposición, el fundador instituía dos mayorazgos en favor de sus hijos Fernando y Nuflo: los dos que había tenido con Beatriz Galindo, su segunda mujer, a la que dejaba el usufructo vitalicio de los bienes vinculados:

... que la dicha mi muger tenga en su vida, no se casando, todos los vienes de los mayorazgos que por este mi testamento hago a mis hijos e suyos, e sea usufructuaria de los dichos vienes y rentas, e que seyendo de edad los dichos mis hijos les entregue sus mayorazgos, o casando los dichos mis hijos, tomando ella de ellos toda la renta que viere que havía menester para el sustentamiento de su persona e de su casa, como requiere a su
honra, de lo mejor parado e donde ella quisiere, entre lo qual tome el portazgo de la villa de Madrid para sus días, y que ella pueda morar y estar en estas mis casas todos los días que viviere.
Francisco Ramírez de Madrid

A los futuros poseedores de ambos mayorazgos les imponía como cláusula que usaran siempre sus mismas armas, tal como él las usaba: con el aumento que le concedieron los Reyes Católicos a raíz de la toma de Málaga (1487), y que se describirán más abajo.
El de menor importancia de los dos era el que fundaba en favor del menor de sus hijos, Nuflo Ramírez Galindo, origen de la casa de los marqueses y duques de Rivas.
Y el mayorazgo principal lo ponía en cabeza de su hijo Fernán Ramírez. Señalando para integrarlo los siguientes bienes y derechos:
- Las casas principales que poseía en el Arrabal de la villa de Madrid, colación de la Santa Cruz, con su bodega y demás anexos y con todos sus pertrechos.[10][11]

- Los portazgos de la villa y tierra de Madrid, con sus censos y otras pertenencias (que incluían las casas de la Alhóndiga y las carnicerías), tal como el Artillero los hubo del II conde de Alba de Liste.[10][12]

Ordenaba a sus albaceas elevar súplicas a Sus Altezas (los reyes) para «que confirmaran a sus hijos los principales oficios que él tenía: a Fernando, la tenencia de Salobreña, un regimiento de Madrid y la escribanía mayor de rentas de la Orden de Santiago. A Nuflo, la contaduría mayor de la Orden de Alcántara.» Además, aún en vida del Artillero, su hijo Fernando había obtenido ya, por merced del 18 de diciembre de 1494, el oficio de canciller de la Orden de Alcántara, por el tiempo que fuere voluntad de los Reyes y con facultad para nombrar tenientes.
Destroncamiento de bienes y archivos
Rodrigo Vélez Ladrón de Guevara, conde de Guevara, fue nombrado en 1906 apoderado general de la Casa de Bornos, asumiendo todas las competencias en materia de administración de los bienes. Era por entonces XII condesa de Bornos y XI de Murillo María de la Asunción Ramírez de Haro y Crespí de Valldaura, que no tuvo descendencia ni herederos forzosos. Esta señora, por su testameto hecho el 15 de marzo de 1915, dejó al dicho Rodrigo Vélez por heredero de la mayor parte de sus bienes: también los archivos. Los títulos de conde de Bornos y de Murillo y de marqués de Villanueva de Duero recayeron en Fernando Ramírez de Haro y Patiño, su primo carnal, quedando desde entonces esta casa destroncada de los bienes y papeles que guardaban el testimonio de su historia.
Faustino Menéndez Pidal pone a esta condesa, tres veces grande de España, como ejemplo de noble fin de race, que ha perdido «el concepto y sentimiento de linaje».
Puesta al público del archivo
Pese a haber salido la propiedad fuera de la familia, el antiguo archivo de los condes de Bornos se conservó íntegro, y en tiempos recientes sus propetarios lo cedieron en depósito al Archivo Histórico Nacional, que lo puso a disposición de los investigadores entre los fondos de su sección Nobleza. Aquella antigua sección del AHN hoy tiene entidad independiente como Archivo Histórico de la Nobleza (AHNob).

## Lista de señores y condes de Bornos
|                                                   | Titular                                              | Periodo                                           |
| Señores de Bornos (concesión de Isabel I en 1485) | Señores de Bornos (concesión de Isabel I en 1485)    | Señores de Bornos (concesión de Isabel I en 1485) |
| ------------------------------------------------- | ---------------------------------------------------- | ------------------------------------------------- |
| I                                                 | Francisco Ramírez el Artillero                       | 1485-1501                                         |
| II                                                | Hernán Ramírez Galindo                               | 1501-1529                                         |
| III                                               | Diego Ramírez de Haro, el de las Grandes Fuerzas     | 1529-1578                                         |
| IV                                                | Luis Ramírez de Haro y Guevara                       | 1578-c.1610                                       |
| V                                                 | Diego Ramírez de Haro y Gaitán de Ayala              | c.1610-1666                                       |
| Condes de Bornos (creación por Felipe IV en 1642) |                                                      |                                                   |
| I                                                 | Diego Ramírez de Haro y Gaitán de Ayala              | 1642-1666                                         |
| II                                                | Francisco Ramírez de Haro y Gaitán de Ayala          | 1666-1672                                         |
| III                                               | Antonio Ramírez de Haro y Otazo de Guevara           | 1672-c.1690                                       |
| IV                                                | Ángela Ramírez de Haro y Otazo de Guevara            | c.1690-1691                                       |
| V                                                 | Inés Ramírez de Haro y Losada                        | 1691-1719                                         |
| VI                                                | Ignacio Ramírez de Haro y Córdoba Lasso de la Vega   | 1719-1774                                         |
| VII                                               | Onofre Ramírez de Haro y Córdoba Lasso de la Vega    | 1774-1787                                         |
| VIII                                              | Joaquín María Ramírez de Haro y Adsor                | 1787-1812                                         |
| IX                                                | Antonio Ramírez de Haro y Ramírez de Arellano        | 1812-1827                                         |
| X                                                 | José María Ramírez de Haro y Ramírez de Arellano     | 1827-1834                                         |
| XI                                                | Manuel Ramírez de Haro y Belvís de Moncada           | 1849-1854                                         |
| XII                                               | María Asunción Ramírez de Haro y Crespí de Valldaura | 1855-1915                                         |
| XIII                                              | Fernando María Ramírez de Haro y Patiño              | 1916-1937                                         |
| XIV                                               | Fernando Ramírez de Haro y Álvarez de Toledo         | 1940-1970                                         |
| XV                                                | Ignacio Fernando Ramírez de Haro y Pérez de Guzmán   | 1972-2010                                         |
| XVI                                               | Fernando Ramírez de Haro y Valdés                    | 2013-hoy                                          |

## Historia genealógica

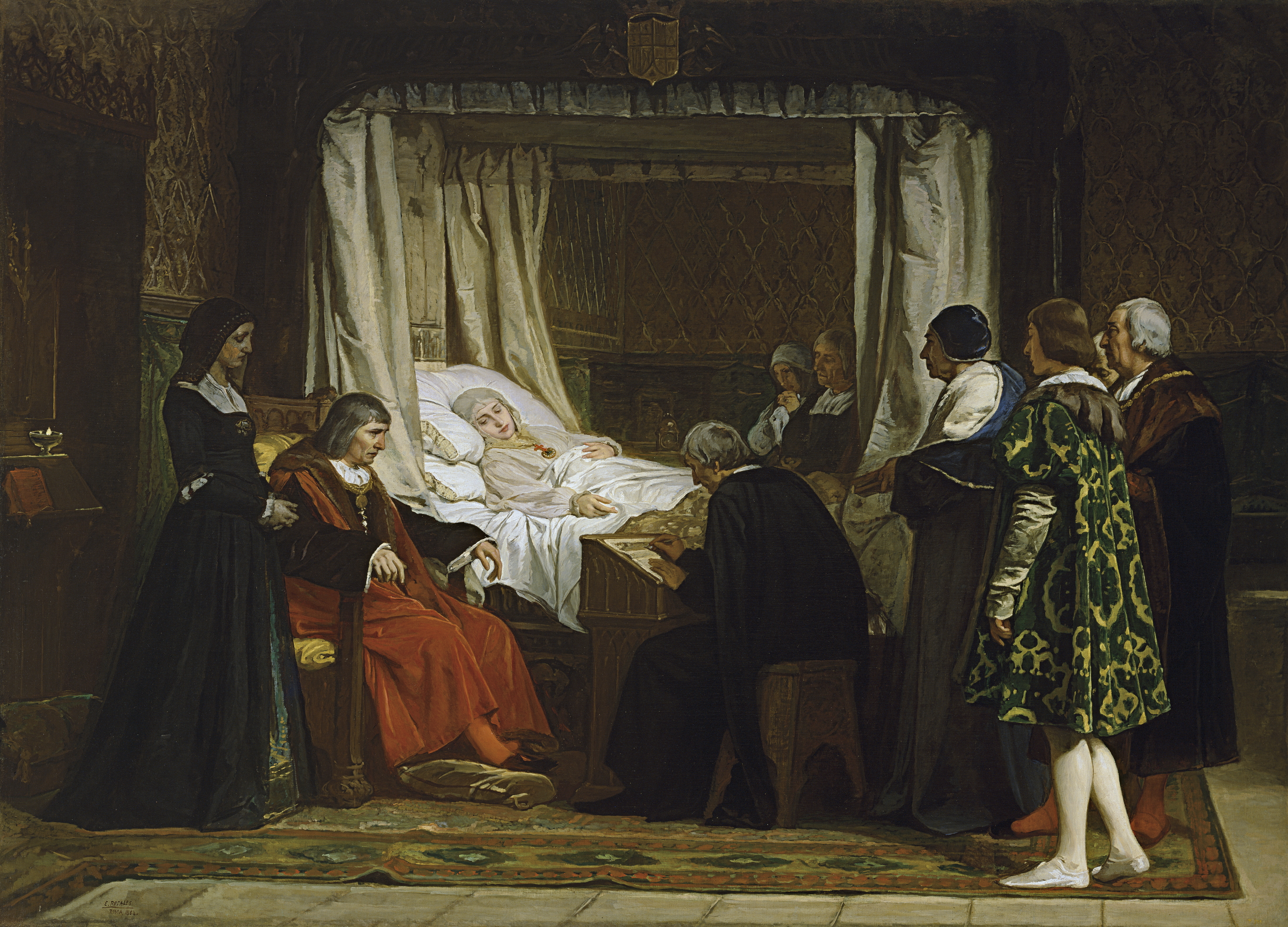
La reina Isabel la Católica quiso dar estado a Beatriz Galindo, su joven maestra y fiel consejera, y la casó «de su mano» con el general Ramírez, mandándole en dote medio cuento de maravedís. Esta pintura histórica de Rosales representa a la soberana en su lecho de muerte y en presencia del rey Fernando, dictando su testamento a Gaspar de Gricio, su secretario, hermano de Beatriz Galindo. Museo del Prado (Madrid).

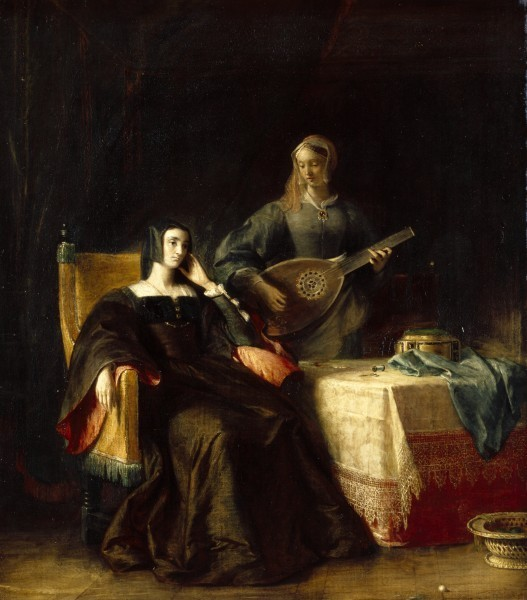
Bring me a constant woman to her husband,
One that ne'er dream'd
A joy beyond his pleasure,
And to that woman, when she has done most,
Yet will I add an honour: a great patience.
Mediante un lazo espiritual y nutricio, tan fuerte como los de la sangre, la personalidad de Beatriz Galindo se reflejó en sus augustas discípulas. La Latina enseñó gramática y latín no solo a una gran reina sino a cinco, a saber: dos de Castilla, propietarias, dos de Portugal y una de Inglaterra. Pues Isabel la Católica quiso que fuera también maestra de sus cuatro hijas: las princesas Isabel y Juana y las infantas María y Catalina de Aragón, todas las cuales ciñeron corona real. Su labor educadora mereció vivos elogios del humanista valenciano Luis Vives, que en Flandes recogió el grato recuerdo que dejó la reina Juana entre los hombres de letras, y en Inglaterra fue muy favorecido por la culta reina Catalina, quien le encargó a su vez que enseñara gramática y latín a su hija la futura reina María Tudor: «La reina Isabel, mujer del Rey Fernando, quiso que sus cuatro hijas aprendiesen a hilar, coser y pintar. Dos de ellas fueron reinas de Portugal; la tercera vemos que lo es de España, madre del emperador Carlos, y la cuarta lo es de Inglaterra, santísima esposa de Enrique VIII. [...] Nuestra edad se admira de las buenas letras de aquellas cuatro hijas de la reina Isabel que antes mencionaba. Por todas partes me cuentan en esta tierra Flandes, con gran elogio y admiración, que la reina Juana, esposa de Felipe y madre de Carlos, improvisaba con presteza una respuesta en latín a los discursos que en latín le dirigían en cada ciudad, según se suele aquí hacer con los nuevos príncipes. Lo mismo dicen los ingleses de su reina Catalina, hermana de Juana. Y lo mismo refieren todos de las dos que murieron reinas de Portugal.» La docta y virtuosa Catalina de Aragón casó en 1501 con Arturo Tudor, príncipe de Gales, que murió a los pocos meses, y en 1509 volvió a contraer matrimonio con su hermano el rey Enrique VIII. Fue amada por su marido (hasta que la repudió), y más aún por su pueblo. Shakespeare la llamó «la reina de las reinas terrenales». El pintor Leslie, en su obra Queen Katherine and Patience (1842), imaginó así los ocios de la complutense durante su cautiverio en el castillo de Kimbolton, inspirándose en una escena del Enrique VIII de Shakespeare. Título y tema del cuadro juegan con el nombre de Patience, que en dicho drama histórico es la dama de compañía de la reina: personaje ficticio y alegórico. Victoria and Albert Museum (Londres).

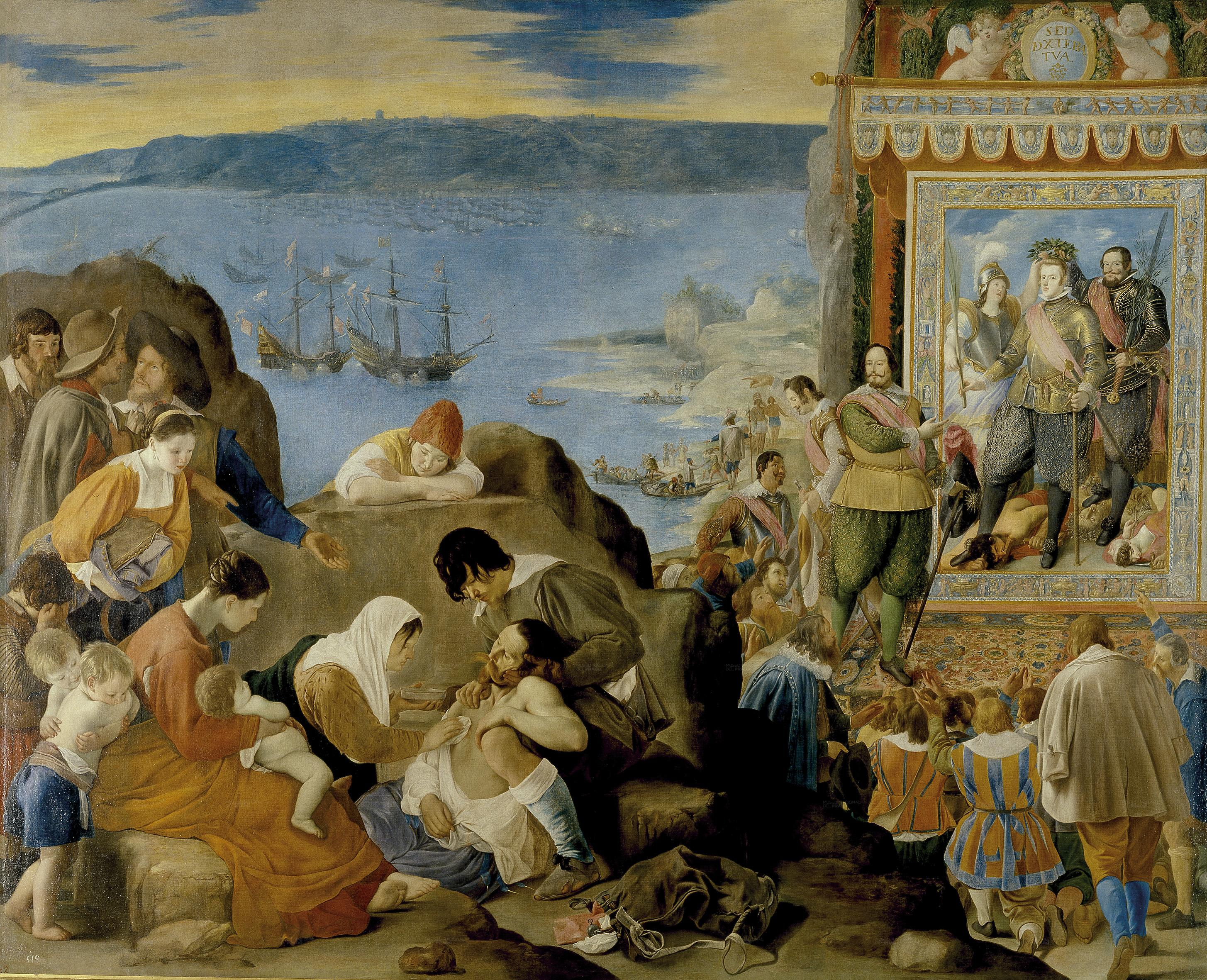
Diego Ramírez de Haro y Gaitán de Ayala, V señor de Bornos, se halló en 1625 en la Jornada del Brasil como capitán de arcabuceros. El 1.º de mayo de dicho año, día de San Felipe y Santiago, un ejército hispano-portugués mandado por el general don Fadrique de Toledo recuperó la plaza de Salvador de Bahía de manos de los holandeses que la tenían ocupada. La gesta fue inmortalizada por Lope de Vega en su drama El Brasil restituido, donde figura don Diego entre otros personajes históricos: «viene intrépido don Diego / Ramírez, de Madrid gloria, / capitán de arcabuceros». En el drama de Lope, don Diego acomete a los herejes calvinistas al grito de «¡Mueran! ¡Aquí está don Diego!», al que sus compañeros contestan: «¡Don Diego Ramírez! ¡Mueran!» En esta batalla recibió una herida... «¡Oh duro y sangriento Marte, / ay, Musas, entristeceos / porque a don Diego Ramírez / le pasa una bala el pecho! / Notable ha sido la herida; / pero no querrán los cielos / que muera, aunque su valor / viviera en la fama eterno.» La recuperación de Bahía de Todos los Santos es un óleo de Juan Bautista Maíno, pintado entre 1634 y 1635 con destino al Salón de Reinos del Palacio del Buen Retiro. Este cuadro viajó a París como parte del equipaje del rey José, pero en 1815 fue restituido a la Colección Real española y desde 1827 se exhibe en el Museo del Prado (Madrid). Inspirado en el Brasil restituido de Lope de Vega, tiene por motivo central a nuestro arcabucero recibiendo los cuidados que la Caridad dispensa a los heridos, y en segundo plano representa uno de los momentos culminantes del drama, que no es un hecho real sino una ficción del Fénix: cuando se dan a partido los holandeses y piden capitular, don Fadrique rechaza sus condiciones porque —dice— no se le ha mandado hacerles mercedes sino castigar su insolencia, pero en seguida se dirige a un retrato del rey Felipe IV y le pregunta si debe tener clemencia con los enemigos vencidos. El propio don Fadrique contesta: «Parece que dijo sí», y les concede el perdón para que puedan regresar libres a su tierra. Diecisiete años después de la Jornada del Brasil, en 1642, el mismo rey Felipe IV otorgó a Diego Ramírez de Haro y Gaitán de Ayala el título de conde de Bornos.

### Señores de Bornos
Por real cédula de 2 de octubre de 1485, los Reyes Católicos concedieron el estado de Bornos a
• Francisco Ramírez el Artillero (c.1445-1501), I señor de Bornos, regidor de la ciudad de Toledo, capitán general de la Artillería de Castilla, secretario del rey Fernando, alcaide del Real Alcázar de Sevilla y ministro de los Reales Consejos de Estado y Guerra.
Casó dos veces: primera en Madrid hacia 1470 con Isabel de Oviedo (c.1450-1484), a quien sus padres mandaron en dote 100.000 maravedís situados sobre diversos predios en los alrededores de la corte, según carta de pago del 5 de mayo de 1473. Esta señora era natural de Madrid , donde murió en diciembre de 1484, e hija de Juan Alfonso de Oviedo, hidalgo y  escribano de dicha villa, que finó en 1480, y de María Álvarez de la Hoz, su mujer, que pereció en 1488 durante una epidemia de peste. La herencia de Isabel de Oviedo se partió en 1593 con intervención judicial, con motivo de haber contraído su viudo nuevo matrimonio.
Y en diciembre de 1491 el Artillero volvió a casar con Beatriz Galindo, la Latina (c.1465-1535), camarera mayor de la reina Isabel la Católica y su maestra de latín, que vio la luz en Salamanca unos veinte años después que él y falleció viuda en Madrid el 23 de noviembre de 1535. Era hermana de Gaspar de Gricio, que por su valimiento fue nombrado secretario del príncipe Juan y después lo fue de la reina Isabel y autorizó su testamento. Parece que la varonía de esta señora era Gricio, linaje hidalgo del reino de León, y que por algún costado provenía de los Galindos de la ciudad de Écija. Fundó en la corte el hospital de la Latina y los conventos de la Concepción Francisca y la Concepción Jerónima, donde fue enterrada. 
De su primer matrimonio quedaron seis hijos:
1. Juan Ramírez de Oreña (c.1475-c.1545), primogénito, contino de la Real Casa, que casó «contra la voluntad de su padre» con Leonor de Almeida, hija de un veinticuatro de Granada, la cual siendo viuda entró en 1548 como beata en el Hospital de la Latina, fundado por su suegrastra. Con posteridad. Fueron hijos suyos, entre otros:
  1. el doctor Juan Ramírez (1510-1586), de la Compañía de Jesús, predicador apostólico, natural de Madrid y discípulo del Maestro Ávila.[23]
  2. Y Diego Ramírez de Oreña, que pasó a Indias, donde murió casado con Micaela de Ayala Gaitán, su deuda, sobrina de su tío Juan Gaitán. Esta señora, al quedar viuda de edad de veinticinco años, regresó a Madrid con sus hijos e hizo testamento designándoles por tutor a Diego Ramírez de Haro, III señor de Bornos. En su descendencia continuó el apellido Ramírez de Oreña.
2. Francisco Ramírez, paje del Príncipe Juan, que murió mozo a las afueras de Madrid, al ahogarse en el río Manzanares junto al Puente de Toledo.[24]
3. Fray Antonio de Oviedo, dominico profeso en San Esteban de Salamanca y catedrático de esta Universidad, aunque estudió en la Sorbona.
4. Sor Isabel de Oviedo, a quien su padre mandó en dote 12.000 maravedís de renta anual para que entrase monja dominica en el convento de la Madre de Dios de Sevilla. Era menor de 25 años de edad en 1493, al partirse la herencia de su madre, por lo que se le nombró un curador ad litem.[25][20]
5. María de Oviedo, que casó con Juan Gaitán (c.1470-1523), comendador santiaguista, patrono y portero mayor del convento de la Trinidad de Toledo, caballero hazañoso y muy apreciado por su suegro el Artillero. Combatió en la Guerra de Granada y gozó de mucha privanza en la corte de los Reyes Católicos como contino, trinchante del príncipe Juan y acompañante de la princesa Juana en su viaje a Flandes de 1496. Después fue corregidor de Málaga en dos periodos, pero tras la llegada de Carlos I se vio relegado, y en 1520 se unió al levantamiento comunero, señalándose en esta guerra como uno de los principales cabecillas toledanos junto con su hermano Gonzalo, regidor de la ciudad.[26] Era hijo y sucesor en la casa de Gonzalo Gaitán y de Isabel de Guzmán, su segunda mujer; nieto de Pedro Pantoja y de Leonor Núñez de Rivadeneira, y biznieto de Gonzalo Díaz Pantoja (†1415), adelantado de Cazorla, y de Juana Gaitán, su mujer, que era hija de Lope Fernández Gaitán, portero mayor de dicho convento.[27] Fueron padres de 
Luis Gaitán, portero mayor de la Trinidad y también comendador de Santiago, señor de Villafranca de Gaitán y del mayorazgo de Buzarabajo. Casó con Isabel Francisca de Ayala, su deuda, que heredó las casas y estados de los Ayalas de sus líneas paterna y materna. Hija de Diego López de Ayala, comendador de Mora en la Orden de Santiago y de las casas de Ciudad Real en la de Calatrava, y de Inés de Ayala Gudiel y Gaitán, su mujer; nieta de otro Diego López de Ayala, también comendador de Mora, que fue prior de Uclés, trece de la Orden de Santiago y gobernador de su provincia de Castilla por nombramiento del rey Fernando (1513), y de Isabel Zapata de Cárdenas, y materna del maestre de campo Bernardino López de Ayala, señor de Villalba de los Llanos, gentilhombre de boca del rey Felipe II y comendador de Ciudad Real en la Orden de Calatrava, y de María Gaitán. De este matrimonio provienen los Gaitanes de Ayala, condes de Villafranca de Gaitán, que volveremos a nombrar, y los Ayalas, condes de Villalba.
6. Y Catalina de Oviedo, a quien su padre mandó en dote 150.000 maravedís. Casó en 1501 con Antonio de Aguilar, mayorazgo y regidor de Écija,[28] hijo y sucesor de Tello González de Aguilar, alcalde y alguacil mayor de la misma ciudad y alcaide de su fortaleza, y de Gregoria de Zayas, su mujer. Con posteridad.[29]

Y de su segunda mujer tuvo el Artillero otros dos hijos varones en quienes fundó sendos mayorazgos, con facultad real, por su testamento de 1499:
7. Hernán o Fernando Ramírez Galindo, que sigue,
8. y Nuflo Ramírez Galindo (c.1495-c.1525), a quien sus padres vincularon la hacienda que poseían en la villa de Rivas de Jarama, arrabal de la corte de Madrid. Murió prematuramente, antes que su madre y su hermano entero, y habiendo casado con Mencía de Cárdenas, hija de Garci López de Cárdenas, comendador de Monreal y trece de la Orden de Santiago, y de Juana de Castilla, su mujer, que era tataranieta del rey Pedro I. De estos provienen los Ramírez de Saavedra, marqueses y duques de Rivas.

En 1501 sucedió en el estado de Bornos su hijo del segundo matrimonio
• Hernán Ramírez Galindo (c.1492-1529), II señor de Bornos, alcaide del castillo de Salobreña, escribano mayor de rentas de la Orden de Santiago, paje del príncipe Juan.
Casó con Teresa de Haro y Castilla, señora de las villas de Sorbas y Lubrín en la actual provincia de Almería, hija de Pedro Lasso de Castilla y de Aldonza de Haro y Ayala, su mujer; nieta de Pedro de Castilla y de Catalina Lasso de la Vega, de los señores de Mondéjar, y materna de Diego López de Haro, señor de Busto, Sorbas y Lubrín, consejero de los Reyes Católicos y su embajador cerca del Papa Alejandro VI, y de Leonor de Ayala y Silva, su primera mujer, de los condes de Fuensalida. Por este entronque el linaje Ramírez añadió a su patronímico el apellido de Haro, formando el compuesto Ramírez de Haro que se perpetuó en la casa pese a los cambios de varonía. Procrearon a
1. Diego Ramírez de Haro, que sigue,
2. Beatriz de Haro, mujer de Felipe de Guevara, comendador de Estriana en la Orden de Santiago, de quienes desciende Luis Felipe de Guevara, caballero de la misma;
3. María de Castilla, que casó con Francisco Ponce de León, hijo del duque de Arcos,
4. Catalina Lasso, que casó con Francisco Lasso de Castilla, su tío, hermano de su madre,
5. y otras hijas que fueron monjas.

En 1529 sucedió su hijo
• Diego Ramírez de Haro, el de las Grandes Fuerzas (c.1520-1578), III señor de Bornos y alcaide perpetuo de Salobreña, señor de Sorbas y Lubrín, escribano mayor de rentas de la Orden de Santiago, que fue el primer varón de su linaje que tuvo tratamiento de Don. Sirvió al rey Felipe II en Flandes y en la Guerra de las Alpujarras, y murió de las heridas que recibió al batirse en duelo en Madrid con Beltrán de Guevara, su cuñado. Fue enterrado en la capilla mayor de la conventual de la Concepción Jerónima. Se le recuerda como hábil jinete y valeroso torero a caballo; escribió con buen estilo un curioso Tratado de la brida y jineta y de las cavallerías que en entrambas sillas se hacen y enseñan a los cavallos y de las formas de torear a pie y a caballo, obra relevante en la historia de la tratadística taurómaca.
Contrajo primer matrimonio, capitulado en 1541, con Francisca de Figueroa, natural de Medina del Campo, hija de Luis de Quintanilla, señor de las casas de su apellido en dicha villa y en Asturias, comendador santiaguista y corregidor de Úbeda y Baeza, y de Catalina de Figueroa, su mujer, camarera mayor de la reina Doña Juana; nieta del contador Alonso de Quintanilla.
Y casó en segundas nupcias con Ana de Guevara (c.1525-1585), que era hermana del citado Beltrán y de Juan de Guevara, caballero de Calatrava, señor de la villa de Ceutí, del castillo y coto de Monteagudo y del mayorazgo de la Vega de Morata, todo en el reino de Murcia, de quien provienen los marqueses de Espinardo. Hija de Hernando de Otazo y Verástegui, señor de Monteagudo, caballero de Santiago, regidor de la ciudad de Murcia, de la Cámara del rey Felipe II, y de Juana de Guevara, su mujer, señora de Ceutí y de la casa de Morata; nieta de Pedro de Otazo, señor de Monteagudo, y de Ana de Guevara, y materna de Beltrán de Guevara, mayorazgo de Morata, y de Ana de Guevera y Rocafull, señora de Ceutí.
De su primera mujer tuvo una hija:
1. Teresa Ramírez de Haro, que casó con Francisco de Garnica, del Consejo de Hacienda de Felipe II y su contador mayor, fundador del convento de San Bernardino de Madrid, que había estado antes casado con María de Porres y Vozmediano. Nació este señor en Soria año de 1526 y murió en 1590, retirado ya de la corte. Hijo de Martín de Garnica y de Constanza de Torres. De estos procedieron los señores de Valdetorres.[40]

Y del segundo matrimonio nacieron otros dos:[39]
2. Beatriz Galindo, que casó con Juan Hurtado de Mendoza y Castilla, caballero de Santiago, hijo de Pedro González o Hurtado de Mendoza y de Aldonza Lasso de Castilla; nieto de los primeros marqueses de Cañete y sobrino carnal del segundo, que fue virrey del Perú, y del cardenal Mendoza y Bobadilla, autor del Tizón de la nobleza española.
3. Y Luis Ramírez de Haro y Guevara, que sigue.

En 1578 sucedió su hijo
•  Luis Ramírez de Haro y Guevara (n.c.1560-c.1610), IV señor de Bornos, señor de Sorbas y Lubrín, alcaide de Salobreña. En 1586, al año de morir su madre, este señor y su hermana Beatriz otorgaron escritura de perdón solicitando el indulto de su tío Beltrán de Guevara, quien por la muerte de su padre había sido condenado a muerte, pena que no cumplió, y a la incautación de sus bienes. Casó con Isabel de Ayala y Padilla, su deuda, que era hermana de Luis Gaitán de Ayala y Padilla, I conde de Villafranca de Gaitán, caballero de Santiago, presidente de la Casa de Contratación de Indias, embajador de S.M.C. cerca del duque de Saboya. Hija de Juan Gaitán de Ayala (1536-1603), señor de Villafranca, Magacela y Fuente el Saz y de los mayorazgos de Majazala y Buzarabajo, caballero del mismo hábito, mayordomo mayor del archiduque Alberto, natural de Toledo, y de Francisca de Padilla y Guevara, su segunda mujer, natural de Talavera de la Reina; nieta de Luis Gaitán, señor de Villafranca, ya citado como nieto de Francisco Ramírez el Artillero, y de Isabel Francisca de Ayala, señora de Villalba de los Llanos, y materna de Francisco de Meneses (†1556) y de María de Padilla y Guevara. Fueron padres de
1. Diego Ramírez de Haro y Gaitán de Ayala, que sigue,
2. Francisco Ramírez de Haro y Gaitán de Ayala, que seguirá,
3. y Ana de Guevara, mujer de Tobías Pallavicino, de familia patricia de Génova.[39]

### Primer conde de Bornos
El primer conde, desde 1642, fue su hijo
• Diego Ramírez de Haro y Gaitán de Ayala (c.1595-1666), V señor y I conde de Bornos, caballero de Alcántara, corregidor de la ciudad de Cáceres, alférez mayor perpetuo de la de Motril, gentilhombre de Cámara del infante Don Carlos, que falleció sin descendencia el 10 de febrero de 1666. Sirvió en las Armadas de S.M., varias veces a su costa y con riesgo de su vida, y en 1625 se halló en la Jornada del Brasil, con título de capitán de arcabuceros y a las órdenes del general Fadrique de Toledo. Allí se portó heroicamente, fue gravemente herido y salió con vida milagrosamente. En 1642 fue creado conde de Bornos por merced del rey Felipe IV.
Casó el 22 de enero de 1641 con Inés María de Ayala, su deuda, dama de la reina Isabel de Borbón, que falleció prematuramente y sin prole el 22 de mayo de 1648. Hija de Bernardino de Ayala y Guzmán, I conde de Villalba, y de Francisca de Córdoba y Osorio, su mujer. Celebráronse las bodas en la Capilla Real, siendo padrinos los reyes, que salieron en público ese día.

Segundo conde
En 1666 sucedió su hermano
• Francisco Ramírez de Haro y Gaitán de Ayala (c. 1600-1672), II conde de Bornos, alférez mayor de Motril, que falleció el 8 de abril de 1672.
Casó dos veces: la primera hacia 1630 con María de Otazo y Guevara, su deuda, que falleció el 8 de mayo de 1667.
Y contrajo segundo y tardío matrimonio el 8 de enero de 1668 en Madrid, iglesia de los Santos Justo y Pastor, con Petronila Enríquez de las Casas, que le sobreviviría hasta 1683. Esta señora había nacido en Lima hacia 1630 y estaba viuda del santiaguista Juan Alfonso de Losada y Guerra, de cuyo matrimonio tenía por hijo a Alonso de Losada Pimentel, caballero de Alcántara. Y al año siguiente de su boda con el conde, casó a este hijo con una hija de su marido que después sería la IV condesa de Bornos, como más abajo se dirá. Era hermana de Luis Enríquez de las Casas, I conde de Montenuevo de Río Leza, también santiaguista, y de otros caballeros de hábito, e hija del licenciado Luis Enríquez de Villalobos, oidor en Santa Fe, Lima y Granada, consejero de Indias, natural de Madrigal de las Altas Torres, y de Inés de las Casas, que lo era de Panamá.
De la primera tuvo por hijos a
1. Antonio Ramírez de Haro y Otazo de Guevara, que sigue.
2. Ángela Ramírez de Haro y Otazo de Guevara, que seguirá.
3. Beatriz Ramírez de Haro, que casó en Madrid, Santos Justo y Pastor, el 21 de julio de 1664, con Carlos Ramírez de Arellano y Téllez Girón.[49]
4. Teresa Ramírez de Haro, que casó en Madrid, Santos Justo y Pastor, el 28 de julio de 1664 (una semana después que la anterior), con Juan Ortiz de Zúñiga Leyva y Fajardo.[50]

Tercer conde
En 1672 sucedió su hijo
• Antonio Ramírez de Haro y Otazo de Guevara (c. 1635-c. 1690), III conde de Bornos. Tuvo por mujer a Brazaida Manrique de Ayala, que falleció viuda y sin prole el 20 de febrero de 1717. Esta señora era hermana de Pedro López de Ayala y Manrique de Lara, IV conde de Fuensalida, alguacil mayor de Toledo, trece de la Orden de Santiago, mayordomo del rey Felipe II y de sus Consejos de Estado y Guerra. Hija de Álvaro de Ayala y Zúñiga y de Catalina Manrique de Lara, su mujer; nieta de Fadrique de Zúñiga y Sotomayor, I marqués de Mirabel, señor de Alconchel, y de María de Silva, de los condes de Fuensalida, y materna de Luis Fernández Manrique de Lara, II marqués de Aguilar de Campoo y IV conde de Castañeda, y de Ana Pimentel y Enríquez, de los señores de Távara. El conde murió sin descendencia hacia 1690, extinguiéndose la varonía de la casa.

Cuarta condesa
Hacia 1690 sucedió su hermana
• Ángela Ramírez de Haro y Otazo de Guevara (c. 1640-1691), IV condesa de Bornos, que falleció el 10 de marzo de 1691.
Esta señora fue casada con Alonso de Losada Pimentel y Enríquez, caballero de Alcántara, que era hermanastro suyo: hijo de la segunda mujer de su padre. La boda se celebró en Madrid, Santos Justo y Pastor, el 29 de junio de 1669: un año después de que hubieran casado en la misma iglesia los padres de los contrayentes. Tras enviudar de la condesa en 1691, Alonso entró monje cisterciense en el convento de Santa Ana de Madrid (vulgo San Bernardo). Era natural de Zamora e hijo del maestre de campo Juan Alfonso de Losada y Guerra, de igual naturaleza y del hábito de Santiago, gobernador de Mérida, y de Petronila Enríquez de las Casas, nacida en Lima, ya mencionada como segunda mujer del II conde de Bornos; nieto de Alonso de Losada, regidor de Zamora y señor de la casa de su apellido de esta ciudad, natural de Madrid, y de María Guerra y Sarmiento (o Guerra de la Vega), su mujer, poseedora del mayorazgo de los Guerra de Zamora e hija de los señores de La Mezquita y Villardeciervos, y materno del licenciado Luis Enríquez de Villalobos, oidor en Santa Fe, Lima y Granada, consejero de Indias, natural de Madrigal de las Altas Torres, y de Inés de las Casas, nacida en Panamá y oriunda de Sevilla. Era sobrino carnal de Gabriel Alfonso de Losada y Guerra, caballero de Calatrava, regidor de Zamora y poseedor de los mayorazgos de los Losada y los Guerra de esta ciudad. Y tuvo también por tío y curador a Luis Enríquez de las Casas, señor y I conde de Montenuevo de Río Leza, caballero de Santiago, mayordomo de las reinas Mariana de Austria y María Luisa de Orleans. En virtud de este último parentesco, recaería en su descendencia el condado de Montenuevo, al extinguirse la del concesionario.

### Varonía Moscoso
Quinta condesa
Por muerte de la anterior en 1691, sucedió su hija
• Inés Ramírez de Haro (olim Losada, c. 1670-1719), V condesa de Bornos, natural de Madrid, que falleció el 30 de mayo de 1719. Esta señora casó sucesivamente con dos deudos suyos:
Contrajo su primer matrimonio el 25 de junio de 1689 en Madrid, Santos Justo y Pastor, con su pariente lejano Sancho de Losada, caballero de Santiago, que a la sazón era consejero de Castilla, soltero y de 53 años de edad (unos 35 mayor que ella). Nació este señor en el pazo de la Freiría, fue bautizado el 16 de octubre de 1636 en la parroquial de San Juan de Barrio, del concejo y tierra de Trives, Galicia, y falleció sin descendencia en Madrid el 25 de septiembre de 1693, habiendo testado el día anterior. Fue durante trece años colegial del Mayor del Arzobispo en Salamanca, de donde salió en 1669 nombrado oidor del Consejo de Santa Clara de Nápoles; después fue consultor de Sicilia; tras once años en Italia, sirvió un trienio en Madrid el cargo de alcalde de Casa y Corte, pero volvió a Nápoles con el de fiscal del Consejo de Italia. El 29 de octubre de 1684 fue nombrado ministro del Consejo de Castilla, y un año después, del de Italia. Y en este último fue promovido a una plaza de regente en marzo de 1693, siendo ya conde de Bornos y poco antes de su muerte. Era hijo segundón de Álvaro de Losada Rivadeneira, señor de la jurisdicción del valle de Conso en la comarca de Viana del Bollo, natural y poseedor de la casa de la Freiría, todo en la actual provincia de Orense, y de Constanza de Bolaño Rivadeneira y Osorio, su segunda mujer; nieto del comendador Juan de Losada Rivadeneira, señor de la casa de la Freiría, caballero de Montesa, y de Ana Enríquez Sarmiento de Cadórniga, señora de Val de Conso, y materno de Pedro de Bolaño Rivadeneira, señor de la fortaleza y villa de Torés en la actual provincia de Lugo, y de Francisca Osorio y Estrada, de los señores de las Figueras en Asturias.  
Y volvió a casar en la misma iglesia el 5 de agosto de 1696 con Antonio de Córdoba Lasso de la Vega, su tío segundo, natural de Sevilla, menino de la reina Mariana de Austria, que fue bautizado en San Miguel el 23 de febrero de 1650, otorgó poder para testar en Madrid el 11 de febrero de 1725 y falleció el 27 de diciembre de 1733. Hijo de Juan de Córdoba Lasso de la Vega, caballero de Santiago, natural de Málaga, y de Juana Enríquez de las Casas, su segunda mujer, nacida en Lima (que era hermana menor de Petronila, la abuela de Inés); nieto de Luis Lasso de la Vega y Figueroa, IV señor de Puertollano y de las Torres de Alhaurín, concesionario del decreto de merced del condado de Puertollano, caballero de Calatrava, gobernador de Martos, corregidor de Granada, gentilhombre de cámara del archiduque Alberto, mayordomo del Infante Cardenal, y de María de Recourt y de Merode, de los barones de Licques en el condado de Artois (Flandes), dama de la infanta Isabel Clara, y materno de Luis Enríquez de Villalobos y de Inés de las Casas (ya citados al tratar del II conde y de la V condesa de Bornos). Antonio tuvo por hermano consanguíneo al general Diego Fernández de Córdoba, I marqués del Vado del Maestre, caballero de Alcántara, nacido del primer matrimonio de su padre con Luisa Martínez de Francia. Era sobrino carnal de Gabriel Lasso de la Vega, I conde de Puertollano, caballero de Santiago, capitán general de las Canarias, consejero de Guerra, mayordomo de la reina Mariana de Neoburgo. Y también sobrino carnal —por línea materna— de Petronila, la abuela de su mujer, y de Luis Enríquez de las Casas, I conde de Montenuevo de Río Leza, de quien también va hecha repetida mención.
Antonio de Córdoba Lasso de la Vega fue progenitor de la tercera varonía en que se sucedió la casa de Bornos, y en la que sigue hasta hoy. Una línea agnaticia muy antigua e ilustre, pues procede del linaje gallego medieval de los Moscoso, señores de Altamira, con antecedentes de ricahombría que se remontan al siglo XIV. En efecto, los señores de Puertollano provenían por línea de varón de un hermano del primer señor de Altamira, a saber: de Sancho Sánchez de Moscoso, señor del Villar de Payo Muñiz y comendador mayor de la Orden de Santiago, que murió en 1367 en la batalla de Nájera. Cuyos descendientes adoptaron, por sucesivos entronques, primero el apellido Lasso de la Vega, después el de Córdoba, y últimamente —a raíz del matrimonio que acabamos de exponer— el de Ramírez de Haro. Esta ascendencia convierte al actual conde Bornos en uno de los muy pocos grandes de España de nuestros días cuyo linaje de varonía gozaba ya en tiempos de los primeros Trastámaras de una calidad nobiliaria análoga a la grandeza: la antigua ricahombría de sangre.
Del segundo matrimonio nacieron:
1. María de la Cabeza de Córdoba y Ramírez de Haro, que casó con Luis Pacheco Portocarrero y Vega, III marqués de la Torre de las Sirgadas, alférez mayor perpetuo de la ciudad de Jerez de los Caballeros, hijo y sucesor de Alonso Pacheco Portocarrero y Vega, el II marqués, y de Isabel de Vega, su mujer, señora del Carbajo y poseedora de las aduanas y portazgos de la ciudad de Badajoz.
2. Ignacio Ramírez de Haro y Córdoba, que sigue.
3. Onofre Francisco Ramírez de Haro y Córdoba, que seguirá.
4. Manuela Antonia Inés Ramírez de Haro y Córdoba, que casó con Juan Manuel Ramírez de Oreña y Benavides, su deudo, propietario en Jaén, Cantabria y Soria. Hijo de Antonio Ramírez de Oreña y de María de Benavides, y nieto de Francisco Ramírez de Oreña y Pimentel (descendiente del primer matrimonio del Artillero) y de María Antonia Isabel Gaitán de Ayala. Fueron padres de:
  1. Antonio Ramírez de Oreña, natural de Alfaro, que casó con María Jerónima de Carvajal y Gonzaga (n.c.1775), hija de Manuel Bernardino de Carvajal y Zúñiga, VI duque de Abrantes y de Linares, y de Micaela Gonzaga y Caracciolo, su mujer, de los duques de Solferino. Quedó descendencia de este matrimonio, y Antonio también la tuvo natural.
  2. Inés Antonia Ramírez de Haro y Córdoba, mujer de Antonio Ramírez de Oreña y Benavides, su tío carnal.
  3. Juana Francisca Ramírez de Oreña y Córdoba,
  4. y Antonio Ramírez de Oreña.
5. Y Ana María de la Aurora de Córdoba, priora del Real Monasterio de la Encarnación de Madrid.

Sexto conde
En 1719 sucedió su hijo
• Ignacio Ramírez de Haro (olim Córdoba Lasso de la Vega, c.1700-1774), VI conde de Bornos y de Montenuevo de Río Leza, caballero de la Orden de Santiago y de la insigne de San Jenaro de Nápoles, gentilhombre de cámara de S.M., alférez mayor de Motril. Nacería poco antes de 1700 y falleció el 12 de septiembre de 1774.
Casó tres veces: primera con Josefa Antonia Venegas de Córdoba (c.1725-1744), IV condesa de Luque, fallecida el 5 de abril de 1744, hija de Egas Salvador Venegas de Córdoba y Villegas, III conde de Luque, y de Mariana Ponce de León Mesía y Escavias de Carvajal, su segunda mujer (que después casó con el III marqués de la Garantía).
Volvió a casar el 20 de febrero de 1748 con Isabel María Fernández de Córdoba y Chaves, nacida en Madrid el 27 de septiembre de 1732 y finada en la misma villa el 22 de marzo de 1753, hija de José Francisco Fernández de Córdoba y Chaves, III conde de Talhara, y de Ana Catalina de Chaves y Ayala, su mujer y deuda; nieta de otro José Francisco Fernández de Córdoba, IV marqués de Fuentes, II conde de Talhara y III de Torralva, y de Isabel Ana de Chaves y López de Zúñiga.
Y contrajo su tercer matrimonio el 25 de noviembre de 1758 con Francisca María Bellvís de Moncada y Mendoza (n.c. 1725), hija de José Vicente Bellvís de Moncada y Exarch, I marqués de Bélgida, VII de Villamayor de las Ibernias y V de Benavites, IX conde de Villardompardo, de Sallent y V de Villamonte, VII adelantado mayor perpetuo de Nueva Galicia, señor de los Apaseos Alto y Bajo en la Nueva España, alférez mayor del Santo Reino de Jaén, alguacil mayor y veinticuatro de esta ciudad, señor de varias jurisdicciones y baronías en el reino de Valencia, natural de esta ciudad, y de Catalina Eulalia (Olalla) de Mendoza Ibáñez de Segovia y Velasco, su mujer, XIV marquesa de Mondéjar, IX de Agrópoli y de Valhermoso de Tajuña, XV condesa de Tendilla, etc., grande de España, natural de Madrid, donde casaron el 13 de octubre de 1717; nieta de Francisco Bellvís de Moncada Escrivá y Zapata, XIII barón y I marqués de Bélgida, y de Francisca María Bellvís Exarch Portugal y Pacheco de Córdoba, VI marquesa de Villamayor de las Ibernias y IV de Benavites, VIII condesa de Villardompardo y IV de Villamonte, VI adelantada de Nueva Galicia, señora de los Apaseos, naturales ambos de Valencia, y materna de José de Mendoza Ibáñez de Segovia, X marqués de Mondéjar, natural de Madrid, y de Victoria de Velasco y Carvajal, nacida en Jódar, hija a su vez de los IV marqueses de esta villa y nieta del VI duque de Frías. Una sobrina nieta de esta señora casaría con el X conde de Bornos, sobrino nieto de su marido, como más abajo se verá. Sin descendencia de ninguna.

### Concesionario de la grandeza
Por muerte del anterior en 1774 y real carta de 8 de julio de 1780, sucedió su hermano
• Onofre Ramírez de Haro (olim Córdoba Lasso de la Vega, 1713-1787), VII conde de Bornos y de Montenuevo de Río Leza, concesionario de la grandeza de España de 2.ª clase en 1770, mariscal de campo de los Reales Ejércitos, gobernador de Pamplona, alférez mayor perpetuo de Motril, natural de Granada, que fue bautizado en el Salvador el 23 de septiembre de 1713 y finó el 18 de abril de 1787.
Contrajo su primer matrimonio el 15 de noviembre de 1747, en la parroquial de Santa María del Pino de Barcelona, con María Clara de Adsor y Pagés, bautizada en dicha iglesia el 12 de agosto de 1731, que era hermana del patriarca de las Indias Cayetano de Adsor, e hija de Juan Manuel de Adsor y Arce, capitán de granaderos, natural de Pamplona, y de Antonia Pagés Sanjust y Ferriol, su mujer, que lo era de Barcelona.
Y casó en segundas el 8 de septiembre de 1765 con Antonia Francisca Rodríguez de Eván Peralta y Velasco, X marquesa de Falces, XIII condesa de Santisteban de Lerín, que falleció viuda el 8 de mayo de 1804, hija de Cristóbal Rodríguez de Eván, señor de la villa y castillo de Eván de Abajo (hoy pertenecientes al municipio de Siete Iglesias de Trabancos y provincia de Valladolid), y de Ana de Peralta y Velasco, su mujer, hija a su vez de Luis Carrillo de Peralta y Velasco, de los marqueses de Falces, y de Catalina de Pedrosa y Mercado.

Octavo conde
Por fallecimiento del anterior en 1787 sucedió su hijo
• Joaquín María Ramírez de Haro y Adsor (olim Córdoba, 1753-1812), VIII conde de Bornos y de Montenuevo de Río Leza, grande de España, mariscal de campo de los Reales Ejércitos, alférez mayor de Motril, caballero de Santiago, gentilhombre de cámara del rey con ejercicio. Natural de Cádiz, fue bautizado en el Sagrario de la catedral el 9 de abril de 1753 y murió el 26 de agosto de 1812.
Casó dos veces: primera el 17 de junio de 1775 con Águeda Ibáñez de Mendoza, condesa de Tendilla, que murió prematuramente y sin prole en Madrid, colación de San Martín, el 5 de abril de 1778, y fue enterrada en el convento de la Concepción Francisca, patronato de su marido. Era hija primogénita e inmediata sucesora de Marcos Ignacio de Mendoza Ibáñez de Segovia y Velasco, a quien premurió, XIII marqués de Mondéjar, XV conde de Tendilla, VIII marqués de Agrópoli y de Valhermoso de Tajuña, grande de España, mariscal de campo, comendador de Montiel y la Ossa en la Orden de Santiago, gentilhombre de Cámara de S.M. con ejercicio y servidumbre, y de María Teresa de Salas Mauricio, su mujer.
Y contrajo segundas nupcias el 24 de junio de 1783 con María Josefa Ramírez de Arellano y Olivares (1765-1810), VII condesa de Murillo y VII de Peñarrubias, grande de España por derecho propio, nacida en Madrid el 23 de marzo de 1765 y fallecida el 21 de enero de 1810. Hija de Manuel Fulgencio Ramírez de Arellano y Burgos, VI conde de Murillo y VI de Peñarrubias, grande de España, natural de Logroño, y de María Teresa del Pilar de Olivares y Cepeda, su mujer, II marquesa de Villacastel de Carrias, dama noble de María Luisa; nieta de Juan José Ramírez de Arellano y Rueda, II conde de Murillo y II de Peñarrubias, y de Manuela de Burgos y Jalón, su segunda mujer, y materna de Joaquín de Olivares y de la Moneda, I marqués de Villacastel de Carrias, mayordomo de los reyes Felipe V y Fernando VI, y de María Teresa de Cepeda y Salcedo.
Del segundo matrimonio nacieron:
1. Antonio Ramírez de Haro y Ramírez de Arellano, que sigue,
2. y José María Ramírez de Haro y Ramírez de Arellano, que seguirá.

Noveno conde
Por fallecimiento del anterior en 1812, sucedió su hijo
• Antonio Ramírez de Haro y Ramírez de Arellano (1785-1827), IX conde de Bornos, VII de Murillo y de Montenuevo de Río Leza, dos veces grande de España, fallecido el 28 de febrero de 1827.
Casó en 1819 con Juana Caamaño y Pardo de Figueroa (c.1795-1831), señora de los pazos y cotos de Romelle en el municipio de Zas, Leborans en el de Ames, Goyanes y Nebra en Puerto del Son, etc., y de la isla de Sálvora, todo en la actual provincia de La Coruña, hija única de Juan José Caamaño y Pardo, señor de dichos estados, alguacil mayor del Santo Oficio de Galicia, coronel del Regimiento de Zaragoza, bailío de la Orden de Malta, gentilhombre de Cámara de S.M. con ejercicio y servidumbre, natural del Ferrol, y de Ramona Pardo de Figueroa y Sarmiento de Sotomayor, su mujer, XI condesa de Maceda, V marquesa de Figueroa y VI de la Atalaya, VII vizcondesa de Fefiñanes, grande de España de 1.ª clase, dama noble de María Luisa, natural de Pontevedra. Varias fuentes genealógicas tienen a Juana Caamaño por condesa de Maceda, marquesa de Figueroa, etc., pero no llegó a heredar estas casas porque premurió a su madre. No hubo prole de este matrimonio.

Décimo conde
Por fallecimiento del anterior en 1827, sucedió su hermano
• José María Ramírez de Haro y Ramírez de Arellano (1791-1834), X conde de Bornos, VIII de Murillo, de Peñarrubias y de Montenuevo de Río Leza, dos veces grande de España, señor de la villas de Murillo de Río Leza, Ausejo y Alcanadre, caballero de la Orden de Calatrava y grandes cruces de la de Carlos III y las napolitanas de San Jenaro y San Fernando del Mérito, gentilhombre de Cámara de S.M. con ejercicio y servidumbre. Nació el 6 de noviembre de 1791 en Madrid, donde falleció el 13 de marzo de 1834.
Casó en Madrid el 24 de septiembre de 1814 con María de la Asunción Bellvís de Moncada y Rojas (1796-1847), V marquesa de Villanueva de Duero, grande de España de 2.ª clase, X condesa de Villariezo y de Villaverde, señora de la Nava y la Aldehuela, dama de la reina Isabel II y de la Orden de María Luisa, nacida el 4 de julio de 1796 en Madrid, donde finó el 29 de noviembre de 1847, casada en segundas nupcias desde 1837 con Mariano Salcedo y Gortázar. Hija del teniente general Valentín Bellvís de Moncada y Pizarro, caballero de la Orden de Carlos III, nacido en Madrid el 5 de noviembre de 1762, y de María de las Mercedes de Rojas y Tello, su mujer, IV marquesa de Villanueva de Duero, IX condesa de Villariezo y de Villaverde, nacida en Olmedo (Valladolid), que casaron en Madrid el 15 de agosto de 1795; nieta de Pascual Benito Bellvís de Moncada y Mendoza, XV marqués de Mondéjar, II de Bélgida, X de Agrópoli, VI de Benavites, de Valhermoso de Tajuña y de Villamayor de las Ibernias, XVI conde de Tendilla, X de Villardompardo, VI de Villamonte, de Sallent, etc., gentilhombre de Cámara de S.M. con ejercicio y servidumbre, caballero del Toisón de Oro, gran cruz de Carlos III y maestrante de Valencia, natural de esta ciudad, cuñado del VI conde de Bornos, y de Florencia Pizarro Piccolomini de Aragón y Herrera, III marquesa de San Juan de Piedras Albas, VII de Adeje y V de Orellana la Vieja, XII condesa de La Gomera, grande de España, camarera mayor de palacio y dama noble de María Luisa, nacida en Madrid y que antes estuvo casada con el V marqués de Adeje, su tío; y nieta materna de Francisco Javier de Rojas y del Hierro, III marqués de Villanueva de Duero, natural de Toledo, y de María de la Soterraña Eusebia Tello y Riaño, que lo era de Valladolid, de los condes de Villariezo y de Villaverde. Fueron padres de
1. Manuel Jesús Ramírez de Haro y Bellvís de Moncada, que sigue,
2. y de Fernando Manuel Ramírez de Haro y Bellvís de Moncada (1831-1893), XII conde de Villariezo, que nació el 13 de noviembre de 1831 en Madrid, donde finó el 18 de febrero de 1893. Casó dos veces: primera en Madrid el 30 de mayo de 1855 con María del Patrocinio Patiño y Osorio, que murió el 24 de diciembre de 1874, hija de Luis Patiño y Ramírez de Arellano, V marqués del Castelar, y de María del Patrocino Osorio y Zayas, de los marqueses de Alcañices. Y contrajo segundas nupcias en Madrid el 30 de abril de 1879 con María Cristina Fernández de Córdoba y Álvarez de las Asturias-Bohorques, I marquesa de Griñón, nacida en Madrid el 6 de septiembre de 1831 y que fue bautizada en el Real Palacio y Cámara de S.M. el 3 de octubre siguiente, teniéndola en la pila los reyes Fernando VII y María Cristina sus padrinos. Era hija del mariscal de campo Joaquín Fernández de Córdoba y Téllez-Girón, VI duque de Arión, IX marqués de Mancera, XII de Povar y X de Malpica, etc., grande de España, caballero del Toisón de Oro y de Carlos III, gentilhombre y caballerizo mayor de S.M., y de María de la Encarnación Álvarez de las Asturias-Bohorques y Chacón, su mujer, de los duques de Gor, dama de la reina y de la Orden de María Luisa, aya del Príncipe de Asturias. La marquesa de Griñón murió sin prole en Madrid el 18 de noviembre de 1893. De su primera mujer el conde tuvo por hijos a
  1. Fernando María Ramírez de Haro y Patiño, que seguirá como XIII conde.
  2. María del Patrocinio Ramírez de Haro y Patiño, nacida el 1.º de febrero de 1858 en Madrid, donde casó el 11 de julio de 1884 con Luis de Salamanca y Wall, VII conde de Campo de Alange, marqués de Villacampo y de Torre-Manzanal, grande de España, que nació el 21 de mayo de 1861 y falleció el 6 de julio de 1893, hijo de Francisco Javier de Salamanca y Negrete, primogénito del marqués de Villacampo y de la VI condesa de Campo de Alange, y de María Luisa Wall y Alfonso de Sousa, XV marquesa de Guadalcázar. Con descendencia en que siguen todos dichos títulos.
  3. Y José María Ramírez de Haro y Patiño, I conde de Villamarciel, que nació en Madrid el 9 de noviembre de 1865 y falleció en San Sebastián el 19 de mayo de 1939. Casó en Madrid el 11 de junio de 1890 con María Ignacia Chacón y Silva, que nació en París el 9 de septiembre de 1868 y finó el 9 de marzo de 1960,[80] hija de Juan Francisco Chacón y Núñez del Castillo, de los condes de Campo Alegre, caballero de Calatrava, natural de La Habana, y de Joaquina de Silva Bazán y Fernández de Córdova, I marquesa de Isasi, de los marqueses de Santa Cruz. Padres de
    1. María Cristina Ramírez de Haro y Chacón, nacida el 26 de marzo de 1891 en Madrid, donde casó el 2 de octubre de 1912 con Álvaro María de Ulloa y Fernández-Duran, XI conde de Adanero y IX marqués de Castro Serna, que nació en 1886 y murió el 20 de junio de 1948. Con sucesión.
    2. Juan Ramírez de Haro y Chacón (1892-1959), I marqués Cambil y II conde de Villamarciel, mayordomo de semana del rey Alfonso XIII, nacido en Madrid el 1.º de mayo de 1892. Casó el 11 de julio de 1920 con María de la Asunción de Ulloa y Fernández-Durán (1895-1974), de los condes de Adanero, hermana de Álvaro. Con posteridad.
    3. Fernando Ramírez de Haro y Chacón (1893-1954), conde de Villaverde, nacido en Madrid el 23 de junio de 1893 y fallecido el 28 de marzo de 1954. Casó el 6 de junio de 1928 con María de la Blanca Finat y Escrivá de Romaní, XIV condesa de Villaflor, nacida en Madrid el 3 de mayo de 1902, hija de los condes de Mayalde. Con prole.
    4. María Francisca Ramírez de Haro y Chacón, nacida en Madrid el 30 de enero de 1895.
    5. Inés Ramírez de Haro y Chacón, que nació en Madrid el 30 de noviembre de 1896 y no tomó estado.
    6. María del Dulce Nombre Ramírez de Haro y Chacón, nacida el 19 de febrero de 1899 en Madrid, donde finó el 6 de abril de 1949. Casó en la parroquial de San Marcos de dicha villa el 1.º de marzo de 1924 con Fernando de Urquijo y Landecho, hijo de los marqueses de Urquijo y de Cábrega, con posteridad.
    7. María de la Concepción Ramírez de Haro y Chacón, que nació el 7 de diciembre de 1901 en Madrid, donde murió viuda el 14 de enero de 1992.[81] Casó el 7 de mayo de 1944 con Félix Elgarresta y Latasa. Con un hijo y nietas.
    8. Y María de las Mercedes Ramírez de Haro y Chacón, nacida el 19 de junio de 1906 en Madrid, donde murió doncella el 13 de abril de 1921.

Undécimo conde
Por fallecimiento del anterior en 1834 y real carta de 23 de septiembre de 1849, sucedió su hijo
• Manuel Jesús Ramírez de Haro y Bellvís de Moncada (1822-1854), XI conde de Bornos y IX de Murillo. Falleció el 26 de mayo de 1854.
Casó el 7 de febrero de 1848 con María Francisca Caracciolo Crespí de Valldaura y Caro, que finó viuda el 12 de enero de 1880, hija de Joaquín Crespí de Valldaura y Carvajal, XIV conde de Orgaz, XII de Castrillo, IX de Sumacárcer; marqués de Villasidro, IX de las Palmas, de Musey y VIII de la Vega de Boecillo; vizconde de Toyara y de la Laguna, XIII barón de Callosa y de la Joyosa-Guarda, etc., gran cordón de la Orden italiana de San Mauricio y San Lázaro, natural de Madrid, bautizado en San Martín el 29 de septiembre de 1804, y de Margarita Caro y Salas, su mujer, nacida en Palma de Mallorca; nieta del mariscal de campo Joaquín Crespí de Valldaura y Lesquina, XIII conde de Orgaz, X de Castrillo, etc., natural de Valencia, y de Francisca de Carvajal y Gonzaga, de los duques de Abrantes y de Linares, y materna del capitán general Pedro Caro y Sureda, III marqués de la Romana, grande de España, caballero de Montesa y gran cruz de Carlos III, consejero de Guerra y de la Junta Central, gentilhombre de Cámara de S.M. con ejercicio y servidumbre, y de Dionisia Salas y Boxadors, naturales ambos de Palma. Una sobrina segunda de esta señora casaría con el XIII conde de Bornos, sobrino carnal de su marido, como más abajo se verá.

### La condesafin de race
Por muerte del anterior en 1854 y real carta de 7 de mayo de 1855, sucedió su hija única:
• María de la Asunción Ramírez de Haro y Crespí de Valldaura (1850-1915), XII condesa de Bornos y X de Murillo, que falleció sin descendencia el 5 de marzo de 1915 en su finca del Lavadero de Rojas, extramuros de la ciudad de Toledo y dentro de su término municipal.

Decimotercer conde
Por fallecimiento de la anterior en 1915 y real carta de 13 de agosto de 1916, sucedió su primo carnal (arriba filiado como nieto del X conde)
• Fernando Ramírez de Haro y Patiño (1857-1937), XIII conde de Bornos, XII de Murillo, XIII de Villariezo, X de Montenuevo y XII de Peñarrubias, VIII marqués de Villanueva de Duero, tres veces grande de España, maestrante de Valencia, gentilhombre de Cámara de S.M. con ejercicio y servidumbre, que nació en Madrid el 7 de abril de 1857 y falleció el 17 de febrero de 1937.
Casó en Madrid el 16 de enero de 1884 con Inés Álvarez de Toledo y Caro, I marquesa de Cazaza en África, dama de la Real Maestranza de Valencia, que nació en Madrid el 12 de marzo de 1857 y falleció el 23 de diciembre de 1937. Hija de José Joaquín Álvarez de Toledo y Silva, XVIII duque de Medina Sidonia, XIV marqués de Villafranca del Bierzo y XVI de Cazaza, etc., embajador de S.M.C. en Rusia, mayordomo mayor del rey Alfonso XII, caballero de las Órdenes del Toisón de Oro y Calatrava, collar de la de Carlos III y maestrante de Sevilla, y de Rosalía Caro y Álvarez de Toledo, su mujer, dama noble de María Luisa (prima carnal de la consorte del XI conde de Bornos); nieta de Pedro de Alcántara Álvarez de Toledo y Palafox,  y materna de Pedro Caro y Salas, IV marqués de la Romana, grande de España, caballero de la Orden de Carlos III y gentilhombre de Cámara de este rey, y de María Tomasa Álvarez de Toledo y Palafox, de los duques de Medina Sidonia. Fueron sus hijos:
1. Fernando Ramírez de Haro y Álvarez de Toledo, que sigue,
2. José María Ramírez de Haro y Álvarez de Toledo, XIV conde de Villariezo, que nació en Madrid el 28 de abril de 1887 y murió sin descendencia en 1979.
3. María del Patrocinio Ramírez de Haro y Álvarez de Toledo, nacida en Madrid el 4 de junio de 1888, religiosa de la Sociedad de María Reparadora,
4. y María Anunciada Ramírez de Haro y Álvarez de Toledo que nació en Madrid el 24 de marzo de 1890 y falleció en San Sebastián (Guipúzcoa) el 1.º de mayo de 1925. Casó con Jesús de Gorosábel y Mendía, natural de esta ciudad, hijo de Juan Gualberto de Gorosábel y Sagasti y de Fabiana Dionisia de Mendía y Echezarreta. Tuvieron por hijas a
  1. María de Lourdes de Gorosábel y Ramírez de Haro, nacida en San Sebastián el 20 de abril de 1924 y finada el 28 de septiembre de 2009, mujer de Leopoldo Matos Aguilar, del que enviudó el 31 de agosto de 1991,
  2. y a María Anunciada de Gorosábel y Ramírez de Haro, dama del Cuerpo de la Nobleza de Madrid y de la Orden Constantiniana de San Jorge, que nació en San Sebastián el 30 de abril de 1925 y falleció viuda en Madrid el 17 de enero de 2009. Casó en esta villa el 24 de febrero de 1949 con Cristóbal Colón de Carvajal y Maroto, XVII duque de Veragua y XVI de la Vega, marqués de la Jamaica y de Aguilafuente, XIX almirante de la Mar Océana y adelantado mayor de las Indias, dos veces grande de España, vicealmirante de la Armada, caballero de Santiago, gran cruz de Isabel la Católica, presidente del Instituto de Cultura Hispánica y del Real Cuerpo de la Nobleza de Madrid, etc., nacido el 29 de enero de 1925 en Madrid, donde murió el 6 de febrero de 1986, asesinado por la banda terrorista ETA. Con posteridad en que sigue la casa de Veragua.

Decimocuarto conde
Por muerte del anterior en 1937, acuerdo de la Diputación de la Grandeza de 1940, decreto de convalidación de 9 de noviembre de 1951, y carta del generalísimo Franco de 9 de mayo de 1952, sucedió su hijo 
• Fernando Ramírez de Haro y Álvarez de Toledo (1886-1970), XIV conde de Bornos, XIII de Murillo, XI de Montenuevo y XIII de Peñarrubias, II marqués de Cazaza en África, que nació en Madrid el 26 de enero de 1886 y falleció en San Sebastián (Guipúzcoa) el 7 de septiembre de 1970.
Casó en esta ciudad el 17 de octubre de 1917 con María de los Dolores Pérez de Guzmán y Sanjuán, que nació en Sevilla el 15 de noviembre de 1888 y expiró en Madrid el 29 de marzo de 1977. Esta señora era hermana de Alfonso, I marqués de Marbais; de Juan, V conde de la Marquina y duque consorte de la Roca, grande de España, ambos caballeros de Alcántara; de Luis, V marqués de Lede, grande de España, del hábito de Calatrava; de Blanca, que casó con el XVI marqués de Camarasa, también grande de España; de José María, V conde de Hoochstrate, y de Manuel Pérez de Guzmán y Sanjuán, VII marqués de Morbecq, caballeros los cinco varones de la Real Maestranza de Sevilla. Hijos todos de Juan Francisco Pérez de Guzmán y Boza, II duque de T'Serclaes, grande de España, clavero de la Orden de Alcántara, teniente de hermano mayor de la citada Maestranza, académico de la Real de la Historia, natural de Jerez, y de María de los Dolores Sanjuán y Garvey, que lo era de Puerto Real, quienes casaron en Sevilla, San Miguel, el 21 de marzo de 1882; nietos de José María Pérez de Guzmán y Liaño, I duque de T'Serclaes, senador del Reino, gentilhombre de Cámara de S.M., natural de Madrid, y de María de las Mercedes Boza y Aubarede, que lo era de Jerez, y maternos de Ramón Sanjuán e Irigoyen y de María del Rosario de Garvey y Capdepón, I marquesa de San Juan (pontificio).
1. Ignacio Fernando Ramírez de Haro y Pérez de Guzmán, que sigue,
2. María de los Dolores Ramírez de Haro y Pérez de Guzmán, condesa de Peñarrubias, casada con el diplomático Eduardo Gasset y Díez de Ulzurrun.

Decimoquinto conde
Por fallecimiento del anterior en 1970, orden publicada en el BOE del 5 de agosto de 1972, y carta de 24 de marzo de 1973, sucedió su hijo
• Ignacio Fernando Ramírez de Haro y Pérez de Guzmán (1918-2010), XV conde de Bornos, general del ejército, que falleció el 24 de octubre de 2010-
Casó el 28 de abril de 1947 con Beatriz de Valdés y Ozores, marquesa de Casa Valdés,

### Actual titular
Por fallecimiento del anterior en 2010, orden publicada en el BOE del 11 de marzo de 2013, y real carta de 26 de abril de 2013, sucedió su hijo
• Fernando Ramírez de Haro y Valdés (n. 1949), XVI y actual conde de Bornos.
Como descendiente aganado de los Moscoso (por la línea que se expuso más arriba) el conde de Bornos es uno de los pocos grandes de España que en la actualidad se precian de descender por varonía de un linaje que —ya en el siglo XIV, con los primeros Trastámaras— gozaba de la más alta calidad nobiliaria: la ricahombría de sangre.
Está casado con Esperanza Aguirre y Gil de Biedma. Tienen dos hijos:
1. Fernando Ramírez de Haro y Aguirre, X marqués de Villanueva de Duero, grande de España,
2. y Álvaro Ramírez de Haro y Aguirre, XVI conde de Villariezo.

## Heráldica
El rey de armas Cadenas blasona así las armas «privativas del linaje de Ramírez de Haro, radicado en Madrid»: 

En campo de gules, un castillo de piedra sobre ondas de agua de azur y plata, acompañado de dos cabezas de sierpe de oro, una a cada lado; cortado de sinople, con un puente sobre agua sumado de dos torres: una almenada, con una bandera de plata en las almenas cargada de una cruz de gules, y la otra torre sin almenas, con una escalera apoyada en sus muros.